# Arquidiocese de San Salvador
A Arquidiocese de San Salvador (Archidioecesis Sancti Salvatoris in America) é uma circunscrição eclesiástica da Igreja Católica em El Salvador.

## Histórico
A diocese de San Salvador foi criada em 28 de setembro de 1842, desmembrada da Arquidiocese da Guatemala. Em 11 de fevereiro de 1913 foi elevada a arquidiocese. Nessa ocasião foi desmembrada para a criação das dioceses de San Miguel e Santa Ana. Em 1943 e em 1987 cedeu parte de seu território para que fossem criadas, respectivamente, as dioceses de San Vicente e Chalatenango.

## Basílicas
No território da arquidiocese estão localizadas duas basílicas menores: a Catedral Metropolitana Basílica de San Salvador e a Basílica de Nossa Senhora de Guadalupe.

## Prelados
| #                 | Nome                                         | Período    | Notas                              |
| Arcebispos        | Arcebispos                                   | Arcebispos | Arcebispos                         |
| ----------------- | -------------------------------------------- | ---------- | ---------------------------------- |
| 7º                | José Luis Escobar Alas                       | 2008-atual |                                    |
| 6º                | Fernando Sáenz Lacalle †                     | 1995-2008  |                                    |
| 5º                | Arturo Rivera Damas, S.D.B. †                | 1983-1994  |                                    |
| 4º                | Santo Óscar Arnulfo Romero y Galdámez †      | 1977-1980  |                                    |
| 3º                | Luis Chávez y González †                     | 1938-1977  |                                    |
| 2º                | Alfonso Belloso †                            | 1927-1938  |                                    |
| 1º                | Antonio Adolfo Pérez y Aguilar †             | 1913-1926  |                                    |
| Bispos            |                                              |            |                                    |
| 4º                | Antonio Adolfo Pérez y Aguilar †             | 1888-1913  |                                    |
| 3º                | José Luis Cárcamo y Rodríguez †              | 1875-1885  |                                    |
| 2º                | Tomás Miguel Pineda y Saldaña †              | 1853-1875  |                                    |
| 1º                | Jorge de Viteri y Ungo †                     | 1843-1849  | Nomeado Bispo de León en Nicaragua |
| Bispo-coadjutor   |                                              |            |                                    |
|                   | José Luis Cárcamo y Rodríguez                | 1871-1875  |                                    |
|                   | Mariano Ortiz y Urruela                      | 1866-1873  |                                    |
| Bispos auxiliares |                                              |            |                                    |
|                   | Óscar Álvarez Orellana                       | 2023-      | Atual                              |
|                   | Gregorio Cardeal Rosa Chávez                 | 1982-2022  |                                    |
|                   | Marco René Revelo Contreras                  | 1978-1981  | Nomeado Bispo de Santa Ana         |
|                   | Óscar Arnulfo Romero y Galdámez              | 1970-1977  | Nomeado Bispo de Santiago de María |
|                   | José Eduardo Alvarez Ramírez, C.M.           | 1965-1969  | Nomeado Bispo de San Miguel        |
|                   | Arturo Rivera Damas, S.D.B.                  | 1960-1977  | Nomeado Bispo de Santiago de María |
|                   | Rafael Valladares y Argumedo                 | 1956-1961  |                                    |
|                   | Pedro Arnoldo Aparicio y Quintanilla, S.D.B. | 1946-1948  | Nomeado Bispo de San Vicente       |
|                   | José Alfonso Belloso y Sánchez               | 1919-1927  | Elevado a Arcebispo                |
|                   | Santiago Ricardo Vilanova y Melénde          | 1913-1915  | Nomeado Bispo de Santa Ana         |
|                   | Tomás Miguel Pineda y Saldaña                | 1848-1853  | Elevado a Bispo                    |